# Swarbrick
| Recensione | Giudizio |
| ---------- | -------- |
| AllMusic   | [ 1 ]    |

Swarbrick è un album discografico del violinista folk inglese Dave Swarbrick, pubblicato dalla casa discografica Transatlantic Records nel 1976.

## Tracce
Lato A
1. The Heilanman / Drowsy Maggie – 2:39 (Tradizionale; arrangiamento di Dave Swarbrick)
2. Carthy's March – 2:31 (Dave Swarbrick; arrangiamento di Dave Swarbrick e Martin Carthy)
3. The White Cockade / Doc Boyds Jig / Durham Rangers – 3:09 (Tradizionale; arrangiamento di Dave Swarbrick)
4. My Singing Bird – 3:37 (Tradizionale; arrangiamento di Dave Swarbrick)
5. The Nightingale – 2:18 (Tradizionale; arrangiamento di Dave Swarbrick)
6. Once I Loved a Maiden Fair – 1:57 (John Playford; arrangiamento di Dave Swarbrick e Simon Nicol)
7. The Killarney Boys of Pleasure – 2:37 (Dave Swarbrick, Martin Carthy)
8. Lady in the Boat / Rosin the Bow / Timour the Tartar – 4:10 (Tradizionale; arrangiamento di Dave Swarbrick)

Lato B
1. Byker Hill – 5:07 (Tradizionale; arrangiamento di Dave Swarbrick e Martin Carthy)
2. The Ace and Deuce of Pipering – 2:11 (Tradizionale; arrangiamento di Dave Swarbrick)
3. Hole in the Wall – 1:19 (John Playford; arrangiamento di Dave Swarbrick e Simon Nicol)
4. Ben Dorian – 1:36 (Tradizionale; arrangiamento di Dave Swarbrick)
5. Hullichans / Chorous Jig – 2:00 (Tradizionale; arrangiamento di Dave Swarbrick)
6. The 79th's Farewell to Gibraltar – 3:26 (Autore sconosciuto; arrangiamento di Dave Swarbrick)
7. Arthur McBride / Snug in the Blanket – 4:32 (Dave Swarbrick, Martin Carthy)

## Musicisti
The Heilanman / Drowsy Maggie
- Dave Swarbrick - fiddle, arrangiamenti
- Beryl Marriott - pianoforte

Carthy's March
- Dave Swarbrick - fiddle, arrangiamenti
- Martin Carthy - chitarra, arrangiamenti

The White Cockade / Doc Boyds Jig / Durham Rangers
- Dave Swarbrick - fiddle, mandolino, arrangiamenti
- Simon Nicol - chitarra
- Dave Pegg - basso
- Bruce Rowland - tamburello

My Singing Bird
- Dave Swarbrick - fiddle, arrangiamenti
- Savourna Stevenson - clarsach

The Nightingale
- Dave Swarbrick - fiddle, arrangiamenti

Once I Loved a Maiden Fair
- Dave Swarbrick - mandolino, arrangiamenti
- Simon Nicol - chitarra, arrangiamenti
- Dave Pegg - basso

The Killarney Boys of Pleasure
- Dave Swarbrick - fiddle, arrangiamenti
- Martin Carthy - chitarra, arrangiamenti

Lady in the Boat / Rosin the Bow / Timour the Tartar
- Dave Swarbrick - fiddle, mandolino, arrangiamenti
- Kate Graham - fiddle
- Beryl Marriott - pianoforte
- Roger Marriott - melodeon
- Alan Robertson - accordion
- Dave Pegg - basso

Byker Hill
- Dave Swarbrick - fiddle, arrangiamenti
- Martin Carthy - chitarra, arrangiamenti

The Ace and Deuce of Pipering
- Dave Swarbrick - fiddle, arrangiamenti

Hole in the Wall
- Dave Swarbrick - fiddle, viola, arrangiamenti
- Simon Nicol - chitarra, arrangiamenti

Ben Dorian
- Dave Swarbrick - fiddle, arrangiamenti
- Savourna Stevenson - clarsach

Hullichans / Chorous Jig
- Dave Swarbrick - fiddle, mandolino, arrangiamenti
- Simon Nicol - chitarra
- Dave Pegg - basso
- Bruce Rowland - tambourine

The 79th's Farewell to Gibraltar
- Dave Swarbrick - fiddle, arrangiamenti
- Kate Graham - fiddle
- Beryl Marriott - pianoforte
- Alan Robertson - accordion
- Roger Marriott - melodeon
- Simon Nicol - chitarra
- Dave Pegg - basso
- Bruce Rowland - snare drum

Arthur McBride / Snug in the Blanket
- Dave Swarbrick - mandolino, arrangiamenti
- Martin Carthy - chitarra, arrangiamenti

Note aggiuntive
- Bruce Rowland - produttore
- Bob Franks - art direction
- Art Throb Studios - design copertina
- Roman Salicki - fotografia[2]